# Edouard Mottier
Edouard Mottier-Henchoz, född 16 april 1891 i Château-d'Oex i Vaud, död där 16 augusti 1968, var en schweizisk ishockeyspelare. Han var med i det schweiziska ishockeylandslaget som kom på delad sjunde plats i de olympiska vinterspelen 1924 i Chamonix.